# Пам'ятки історії Шахтарського району
У Шахтарському районі Донецької області на обліку перебуває 37 пам'яток історії.
| № пп | Охорон. номер | Найменування пам'ятки | Місцезнаходження пам'ятки                                                                         | Рік встановлення                  | Автор | Рішення               |
| ---- | ------------- | --- | ------------------------------------------------------------------------------------------------- | --------------------------------- | --- | --------------------- |
| 1.   | 1659          | Братська могила радянських воїнів Південного фронту і пам'ятник воїнам землякам.                                                                                             | Великошишівська с/р, с. Велика Шишівка, вул. Шкільна.                                             | 1959 р. рек. 1985 р.              | - | 17.12.1969 р. № 724   |
| 2.   | 1974          | Пам'ятний знак на місці подвигу Приходька Я. С., радянського воїна. | Грабівська с/р, с. Грабове, вул. Міуська, на місці будинку № 21.                                  | 1973 р.                           | - | 19.04.1983 р. № 280р  |
| 3.   | 1660          | Братська могила радянських воїнів Південного та Південно-Західного фронтів і пам'ятник землякам                                                                              | Грабівська с/р, с. Грабове, вул. Радянська, парк біля цвинтаря.                                   | 1960 р. рек. 1984 р.              | - | 17.12.1969 р. № 724   |
| 4.   | 1662          | Братська могила радянських воїнів Південного та Південно-Західного фронтів і пам'ятник односельчанам.                                                                        | Дмитрівська с/р, с. Дмитрівка, вул. Центральна,                                                   | 1954 р. рек. 1975 р. рек. 1984 р. | - | 17.12.1969 р. № 724   |
| 5.   | 2190          | Пам'ятник на честь визволення с. Дмитрівки. | Дмитрівська с/р, с. Дмитрівка, вул. Центральна, Парк Перемоги.                                    | 1977 р.                           | - | 22.07.1987 р. № 338-р |
| 6.   | 1978          | Пам'ятник Чумаченку В. І., Герою Радянського Союзу. | Дмитрівська с/р, с. Дмитрівка, вул. Центральна, подвір'я школи ім. Чумаченка.                     | 1979 р.                           | - | 19.04.1983 р. № 280р  |
| 7.   | 1661          | Братська могила радянських воїнів Південного та Південно-Західного фронтів.                                                                                                  | Дмитрівська с/р, с. Дмитрівка, за 1,5 км на північний захід від села («Мазютін пагорб»).          | 1955 р.                           | - | 17.12.1969 р. № 724   |
| 8.   | 1977          | Пам'ятний знак на честь прориву «Міус-фронту» військами Південного фронту.                                                                                                   | Дмитрівська с/р, с. Дмитрівка, за 1,5 км на північний захід від села («Мазютін пагорб»).          | 1966 р.                           | - | 19.04.1983 р. № 280р  |
| 9.   | 1666          | Братська могила радянських воїнів Південного та Південно-Західного фронтів.                                                                                                  | Дмитрівська с/р, с. Дібрівка,                                                                     | 1958 р. рек. 1985 р.              | - | 17.12.1969 р. № 724   |
| 10.  | 1975          | Братська могила радянських воїнів Південного та Південно-Західного фронтів.                                                                                                  | Дмитрівська с/р, с. Дібрівка, пагорб біля в'їзду до села.                                         | 1958 р. рек. 1984 р.              | - | 19.04.1983 р. № 280р  |
| 11.  | 1665          | Братська могила радянських воїнів Південного фронту. | Дмитрівська с/р, с. Зрубне, за 0,5 км на північний захід від села, біля траси «Сніжне-Дмитрівка». | 1955 р.                           | - | 17.12.1969 р. № 724   |
| 12.  | 1664          | Братська могила радянських воїнів Південного фронту. | Дмитрівська с/р, с. Латишеве, цвинтар.                                                            | 1957 р. рек. 1990 р.              | - | 17.12.1969 р. № 724   |
| 13.  | 1663          | Братська могила радянських воїнів Південного та Південно-Західного фронтів.                                                                                                  | Дмитрівська с/р, с. Чугуно-Крепинка, центр села.                                                  | 1968 р.                           | - | 17.12.1969 р. № 724   |
| 14.  | 1758          | Братська могила радянських воїнів Південного та Південно-Західного фронтів.                                                                                                  | Золотарівська с/р, с. Золотарівка, вул. Ломоносова.                                               | 1953 р., рек. 1988 р.             | - | 17.12.1969 р. № 724   |
| 15.  | 1667          | Братська могила воїнів Південного фронту. | Малоорлівська с/р, с. Малоорлівка, вул. Широка, біля сільради.                                    | 1968 р.                           | - | 17.12.1969 р. № 724   |
| 16.  | 1668          | Братська могила радянських воїнів Південного фронту. Могила Утіна В. І., Героя Радянського Союзу.                                                                            | Малоорлівська с/р, с. Комишатка, вул. Утіна.                                                      | 1960 р. рек. 1988 р.              | - |                       |
| 17.  | 1682          | Братська могила радянських воїнів Південного фронту і пам'ятник односельчанам.                                                                                               | Мануйлівська с/р, с. Мануйлівка, центр села.                                                      | 1975 р.                           | - | 17.12.1969 р. № 724   |
| 18.  | 1669          | Братська могила радянських воїнів Південного фронту та пам'ятник воїнам-землякам                                                                                             | Нікішинська с/р, с. Нікішине, біля сільради.                                                      | 1960 р., рек. 1992 р.             | - | 17.12.1969 р. № 724   |
| 19.  | 1675          | Братська могила радянських воїнів Південного фронту та пам'ятник воїнам землякам                                                                                             | Орлово-Іванівська с/р, с. Орлово-Іванівка, центр села. центр села.                                | 1968 р. рек. 1980 р.              | - | 17.12.1969 р. № 724   |
| 20.  | 1676          | Братська могила радянських воїнів Південного фронту та пам'ятник воїнам землякам                                                                                             | Орлово-Іванівська с/р, с. Михайлівка, центр села.                                                 | 1968 р., рек. 1984 р.             | - | 17.12.1969 р. № 724   |
| 21.  | 1674          | Братська могила радянських воїнів Південного фронту і партизанів громадянської війни.                                                                                        | Петропавлівська с/р с. Петропавлівка, вул. Українська, біля цвинтаря.                             | 1958 р.                           | - | 17.12.1969 р. № 724   |
| 22.  | 1979          | Братська могила радянських воїнів Південного фронту. | Розівська с/р, с. Шевченко, цвинтар.                                                              | 1967 р.                           | - | 19.04.1983 р. № 280р  |
| 23.  | 1670          | Братська могила радянських воїнів Південного фронту, військовополонених і патріотів.                                                                                         | Розсипненська с/р, с. Розсипне, центр села.                                                       | 1961 р.                           | - | 17.12.1969 р. № 724   |
| 24.  | 1671          | Братська могила радянських воїнів Південного та Південно-Західного фронтів.                                                                                                  | Розсипненська с/р, с. Стрюкове, вул. Шкільна.                                                     | 1967 р., рек. 1995 р.             | - | 17.12.1969 р. № 724   |
| 25.  | 1672          | Братська могила радянських воїнів Південного фронту та воїнам-односельчанам                                                                                                  | Розсипненська с/р, с. Тимофіївка, центр села.                                                     | 1967 р. рек. 1986 р.              | - | 17.12.1969 р. № 724   |
| 26.  | 1677          | Братська могила радянських воїнів Південного фронту. | Садівська с/р, с-ще Зарощенське, вул. Центральна,                                                 | 1957 р.                           | - | 17.12.1969 р. № 724   |
| 27.  | 1679          | Братська могила радянських воїнів, у якій похований Єжков В. Ф., Герой Радянського Союзу.                                                                                    | Степанівська с/р, с. Степанівка, вул. Єжкова,                                                     | 1967 р. рек. 1985 р.              | - | 19.04.1983 р. № 280р  |
| 28.  | 1678          | Братська могила радянських воїнів Південного фронту. | Степанівська с/р, с. Степанівка, вул. Єжкова, околиця села.                                       | 1967 р.                           | - | 17.12.1969 р. № 724   |
| 29.  | 1982          | Пам'ятник Єжкову В. Ф., Герою Радянського Союзу. | Степанівська с/р, с. Степанівка, вул. Єжкова, центр села.                                         | 1976 р.                           | Скульптор: Гонтар С. В. Архітектор: Шеховцов В. М.                                                                         | 17.12.1969 р. № 724   |
| 30.  | 1926          | Могила Федоренка І. А., підпільника. | Степанівська с/р, с. Маринівка, вул. Кооперативна, цвинтар.                                       | 1927 р.                           | - | 17.12.1969 р. № 724   |
| 31.  | 1681          | Братська могила радянських воїнів Південного фронту. | Степанівська с/р, с. Маринівка, вул. Селиверстова.                                                | 1967 р.                           | - | 17.12.1969 р. № 724   |
| 32.  | 2025          | Братська могила Катушева А. К. і Єгорова А. А., льотчиків. | Степанівська с/р, с. Маринівка, вул. Шкільна.                                                     | 1973 р.                           | - | 17.12.1969 р. № 724   |
| 33.  | 1680          | Братська могила радянських воїнів Південного фронту. | Степанівська с/р, с. Маринівка, цвинтар.                                                          | 1953 р.                           | - | 17.12.1969 р. № 724   |
| 34.  | 1684          | Меморіальний комплекс «Савур-Могила» на честь радянських воїнів і воїнів-визволителів: Братська могила радянських воїнів. Пам'ятник землякам. Пам'ятник воїнам-визволителям. | Степанівська с/р, с. Саурівка.                                                                    | 1975 р.                           | Скульптори: Горовий І. С., Коцюбинський Ф. А., Кузнецов К. А. Архітектори: Потипако М. І., Ігнащенко А. Ф., Козлинер І. Я. | 17.12.1969 р. № 724   |
| 35.  | 1683          | Братська могила радянських воїнів Південного фронту. | Степанівська с/р, с. Червона Зоря, сквер біля клубу.                                              | 1948 р.                           | - | 17.12.1969 р. № 724   |
| 36   | 1983          | Пам'ятник В. І. Леніну | Садівська с/р, с-ще Садове, вул. Першотравнева, 10.                                               | 1962 р.                           | - | 17.12.1969 р. № 724   |
| 37   | 1976          | Пам'ятне місце, звідки розпочалося визволення Донбасу від фашистських загарбників                                                                                            | Дмитрівська с/р, с. Дмитрівка, в'їзд до села, біля траси в напрямку м. Сніжне                     | 1977 р.                           | - | 19.04.1983 р. № 280р  |